# Pauridiantha sylvicola
Pauridiantha sylvicola är en måreväxtart som först beskrevs av John Hutchinson och John McEwan Dalziel, och fick sitt nu gällande namn av Cornelis Eliza Bertus Bremekamp. Pauridiantha sylvicola ingår i släktet Pauridiantha och familjen måreväxter. Inga underarter finns listade i Catalogue of Life.